# Étang de Milouga
L'étang de Milouga, d'origine glaciaire, est situé dans les Pyrénées françaises à 1959 mètres d'altitude dans le Couserans en Ariège sur la commune de Bethmale.

## Géographie
Il est situé dans la vallée du Muscadet après avoir reçu les eaux des étangs de Cruzous et d'Arauech avant de rejoindre le Riberot. L'étang de Milouga est dans le massif du Mont-Valier en Castillonnais et dans le périmètre de la réserve domaniale du mont Valier.

## Histoire
En 1978, des marmottes furent déplacées à proximité de l'étang.